# Lemmer
Lemmer (Fries: De Lemmer) is een plaats in de gemeente De Friese Meren (voorheen Lemsterland) in de provincie Friesland.
Lemmer ligt aan het IJsselmeer en de Friese meren en is een van Friesland bekendste watersportplaatsen. In de zomermaanden is Lemmer een drukke badplaats en trekt behalve toeristen ook veel mensen uit omliggende plaatsen zoals Emmeloord, Urk, Joure aan die de vele terrassen opzoeken.
In 2023 telde het dorp 10.370 inwoners. Inwoners van Lemmer worden Lemsters genoemd. Door de gunstige ligging ten opzichte van de Randstad, trekt Lemmer veel inwoners van buiten Friesland aan. Hierdoor heeft het dorp weinig last van krimp. De buurtschap Tacozijl ligt in het postcodegebied van Lemmer.

## Geschiedenis
De eerste Lemsters vestigden zich op de plaats waar de Rien en de Zijlroede samenvloeien. Wanneer ze dat precies deden is niet bekend. Lemmer wordt in het begin van de 14e eeuw genoemd, maar nog eerder, in 1228, komt de naam Lenna voor in de stukken van de bisschop van het bisdom Utrecht (Rooms-Katholieke Kerk). Er kan waarschijnlijk een verband worden gelegd met de naam Lammerbroeke. Deze naam komt in 1165 voor, als een eerdere vorm van Lemsterhoek, een kleine vestiging iets ten westen van het tegenwoordige Lemmer, die omstreeks 1400 door de Hollanders verwoest werd. Er volgde geen herbouw, maar de plek en de naam zijn nog steeds bekend, vooral bij schippers en vissers. Ook zijn er oudere namen bekend, waaronder Lyamer.
Geleidelijk groeide een nederzetting bij de uitmonding van de binnenwateren in de Zuiderzee, een uitgelezen plaats voor koop- en ambachtslieden.
Lemmer lag aan de Zuiderzee op een kwetsbare plaats en werd vaak onder Hollandse invloed gebracht. Dat gebeurde onder andere in 1197, toen graaf Willem I in Oosterzee een burcht liet bouwen in verband met de strijd tegen de heer van Kuinre. In 1422 werd een kasteel gebouwd door Jan van Beieren, die door de Schieringers als beschermheer naar Friesland was geroepen. Hij werd ook wel Jan zonder Genade genoemd en hij zal in Lemmer zeker geen populaire figuur zijn geweest.
Ook Karel van Gelre bemoeide zich met Friesland. Hij liet in 1521 in Lemmer een blokhuis bouwen, een versterkt onderkomen voor een garnizoen. Twee jaar later droeg hij het blokhuis over aan de Habsburgers. Hoe burcht, kasteel en blokhuis eruitgezien hebben is onbekend.
De Spanjaarden lieten het dorp niet met rust. Tijdens de Tachtigjarige Oorlog, in 1581, werd Lemmer door hen veroverd, tegelijk met de stad Sloten. Maar Bernhard von Galen, bisschop van Münster, stootte in 1672 zijn neus; het lukte hem niet om Lemmer te bezetten.
Na het verzanden van de haven van Kuinre in de zeventiende/achttiende eeuw kon het belang van Lemmer toenemen. Het traject Amsterdam-Lemmer over de Zuiderzee kreeg een spilfunctie bij het transport tussen Noord- en West-Nederland. Lemmer was middels waterwegen verbonden met vele plaatsen in Friesland, Groningen en Drenthe. Het knooppunt Lemmer werd begin negentiende eeuw dan ook gekozen als eindpunt van de Rijksstraatweg door de noordelijke provincies.
In 1799 landden Britse troepen in Lemmer. Er was oorlog tussen Groot-Brittannië en Frankrijk en daar kreeg de Republiek ook mee te maken. Engelse oorlogsschepen voeren de Zuiderzee op. De steden Enkhuizen, Medemblik en Stavoren werden bezet. Spoedig daarna kon men in Lemmer de forse oorlogsschepen zien naderen. De Lemster beurtman, waarmee de ondernemende Poppe Jans menige tocht naar Amsterdam had gemaakt, werd bij Urk overmeesterd. De passagiers werden naar Stavoren gebracht. Op 24 september verschenen twee Engelse oorlogsschepen voor de haven van Lemmer. Kapitein James Boorder ging in een sloep – onder dekking van een witte vlag – aan wal om de bestuurders te ontmoeten. Een opstekende storm noodzaakte hem de nacht in herberg De Wildeman door te brengen. Drie dagen later keerde hij terug en eiste Lemmer voor de Engelsen op, met inbegrip van alle geladen schepen. Bij weigering zou heel Lemmer aan stukken worden geschoten.
Lemmer wees onvervaard de eis af. Het dorp had inmiddels versterking gekregen van 500 gewapende boeren uit Het Bildt, die veldgeschut met zich meebrachten. Maar tegen de beschieting met Engelse veertien-, zestien- en achttienponds kogels was het dorp niet bestand. Anderhalf uur nadat de aanval was ingezet stak men op de kerktoren de vlag uit als teken van overgave. Op verschillende plaatsen in Friesland riepen patriotten burgers en soldaten op om Lemmer te bevrijden. Op 7 oktober waren er nog 260 soldaten en mariniers in het dorp. Om een aanval te water te voorkomen werden de vaarwaters met kettingen afgesloten.
Uiteindelijk werd Lemmer een van de belangrijkste vissersplaatsen van Nederland, mede dankzij zijn vloot van 146 schepen. Met de komst van Flevoland en de Afsluitdijk werd dit danig minder. Lemmer heeft vooral een centrumfunctie voor het zuiden van Friesland en het noorden van Flevoland. Ieder jaar is er de Lemsterweek. Dit is een week vol evenementen waar per jaar zo'n 85.000 mensen op afkomen. De Lemster aak (een traditioneel zeilschip) is afkomstig uit Lemmer. De Groene Draeck, het zeilschip van prinses Beatrix, is een Lemster aak.

## Bezienswaardigheden en bouwwerken

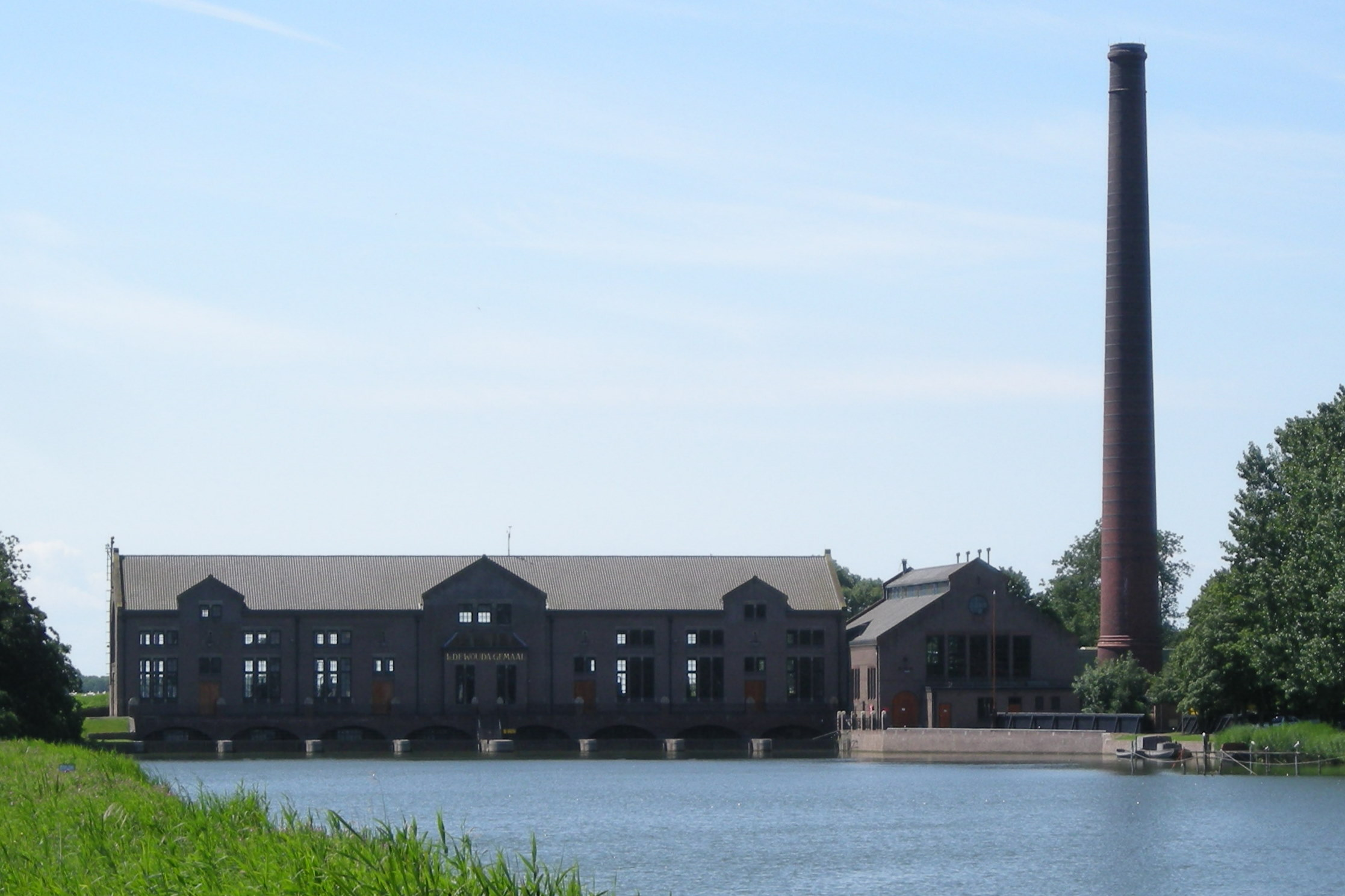
Ir. D.F. Woudagemaal
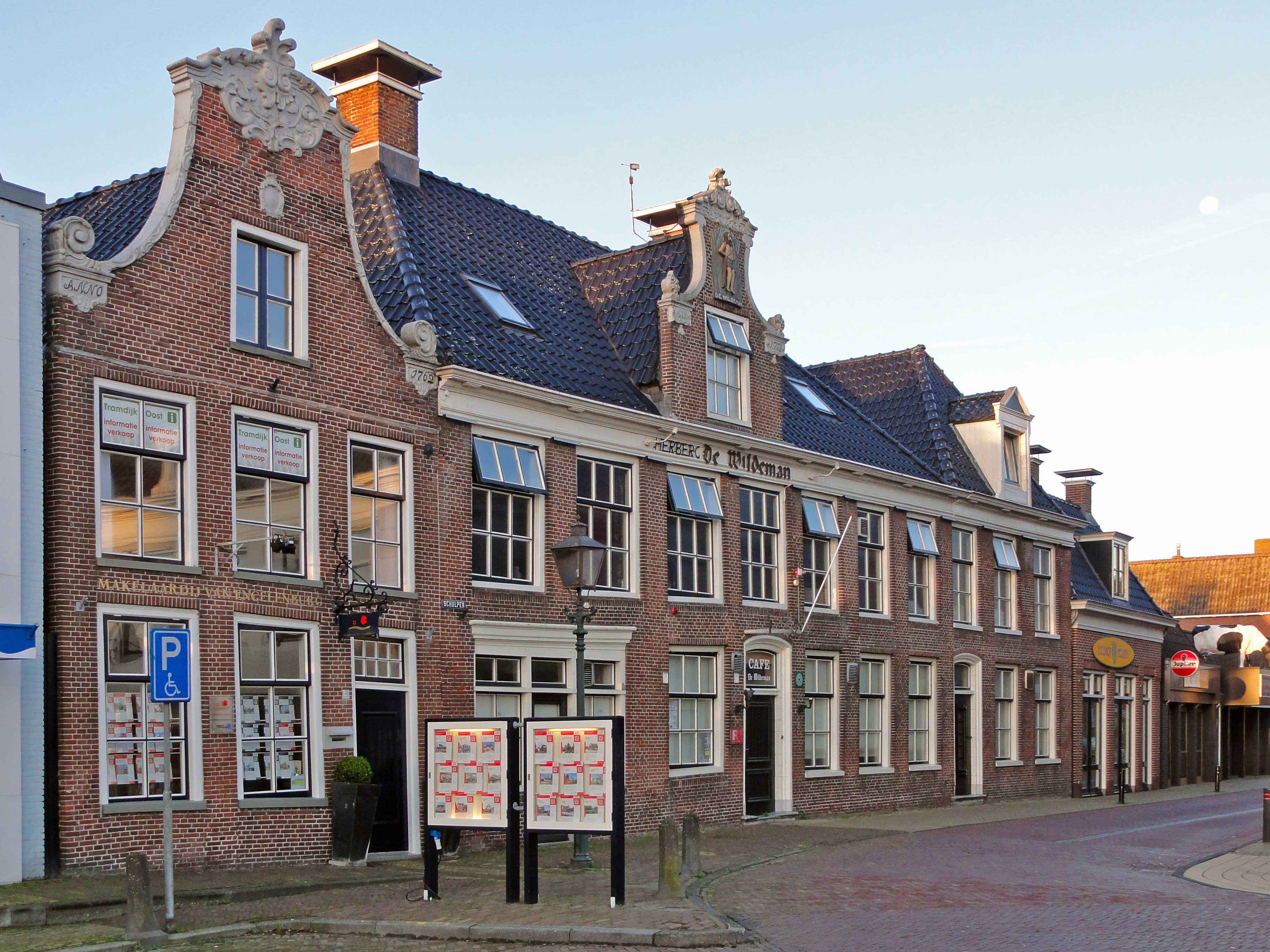
De Wildeman
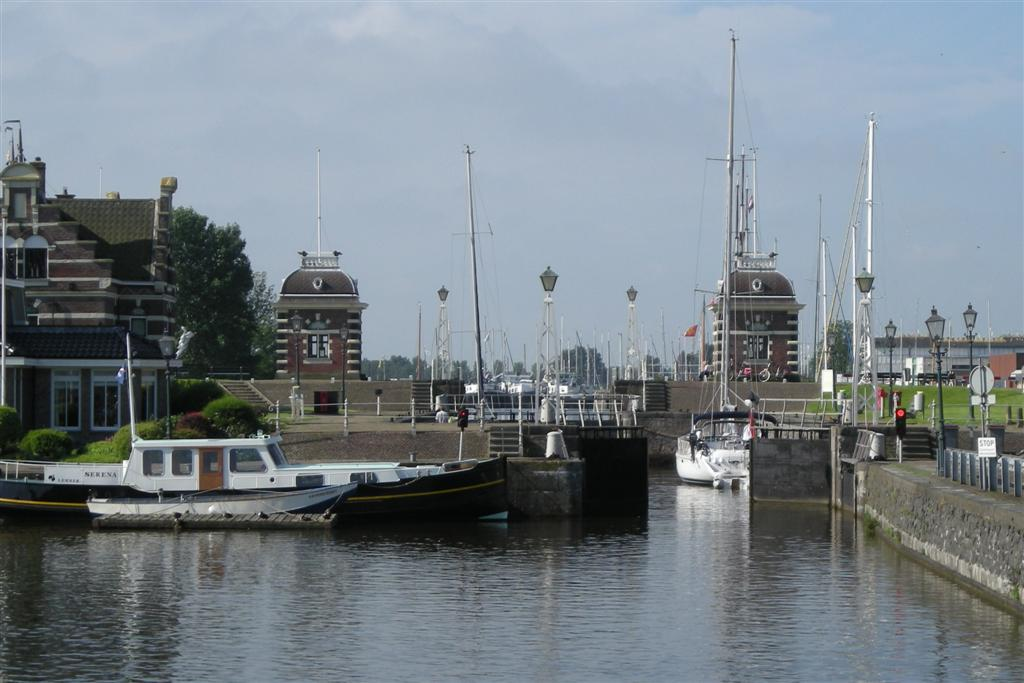
Lemstersluis
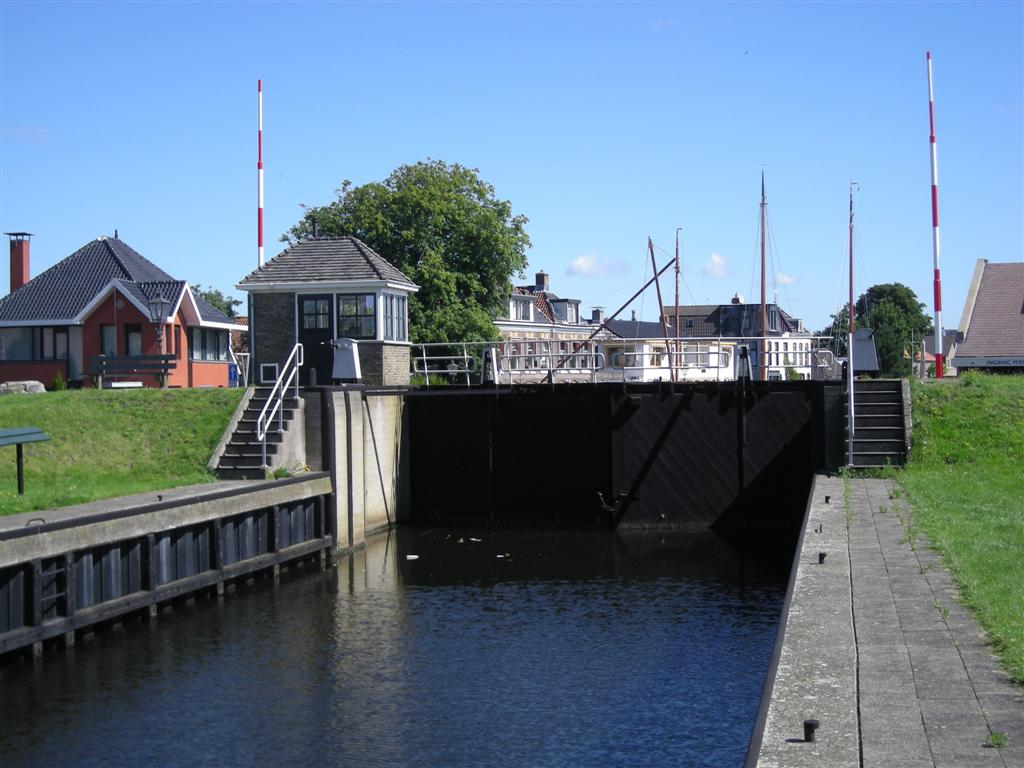
Riensluis
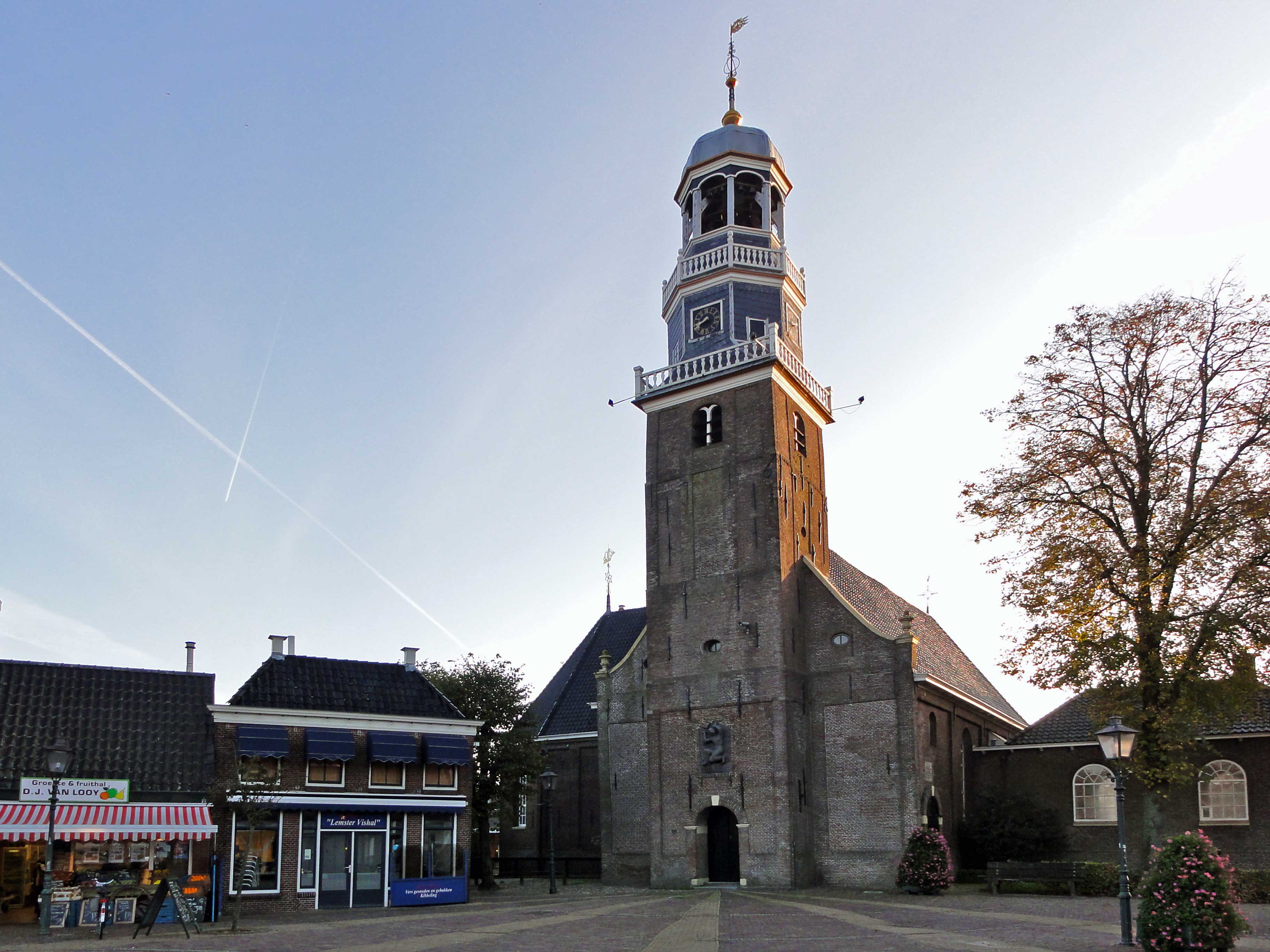
Hervormde kerk
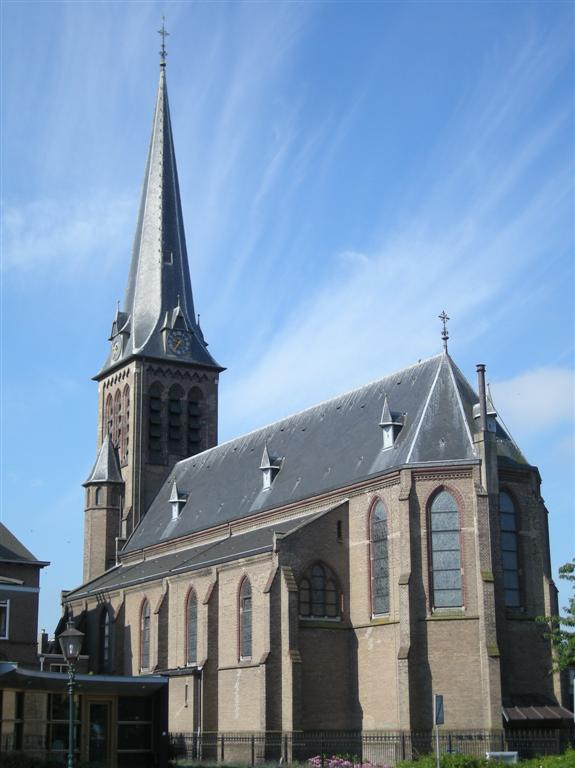
Sint-Willibrorduskerk
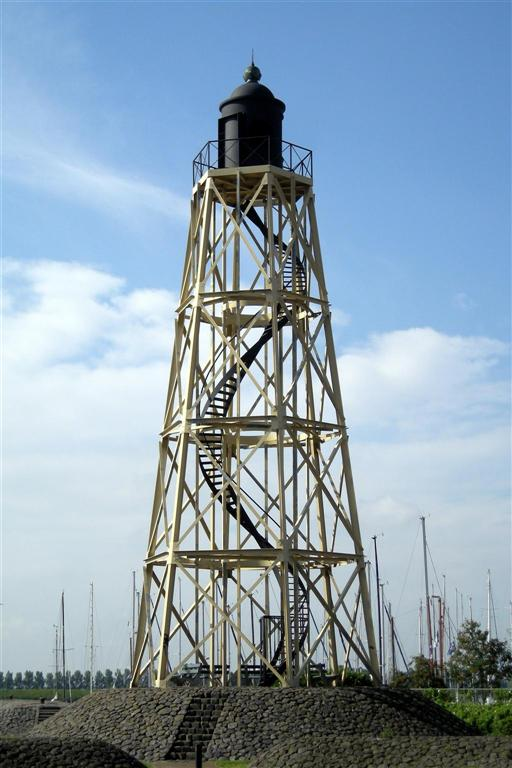
Vuurtoren

- Oudheidskamer Lemster-Fiifgea
- Indian Motor Museum
- Duikmuseum Lemmer
- Postkantoor te Lemmer

## Onderwijs
Lemmer telt vijf basisscholen, waarvan drie openbare, en twee met een christelijke grondslag. Voor voortgezet onderwijs is in het dorp een dependance van het Zuyderzee Lyceum, waarin scholieren de onderbouw voor havo en atheneum kunnen volgen, of het volledige vmbo.

## Sport
In en om Lemmer kunnen de sporten voetbal (CVVO, VV Lemmer), volleybal, korfbal, skûtsjesilen, hockey (MHC Lemmer), basketbal, turnen, schaatsen (IJsvereniging Lemmer) en sloeproeien worden beoefend.

## Transport

### Wegen
De belangrijkste verkeersaders die door Lemmer heen gaan zijn de rijksweg A6 richting Joure, Heerenveen, Sneek en richting Bant, Emmeloord en verder, en de provinciale weg N359 richting Balk en Bolsward.

### Waterwegen

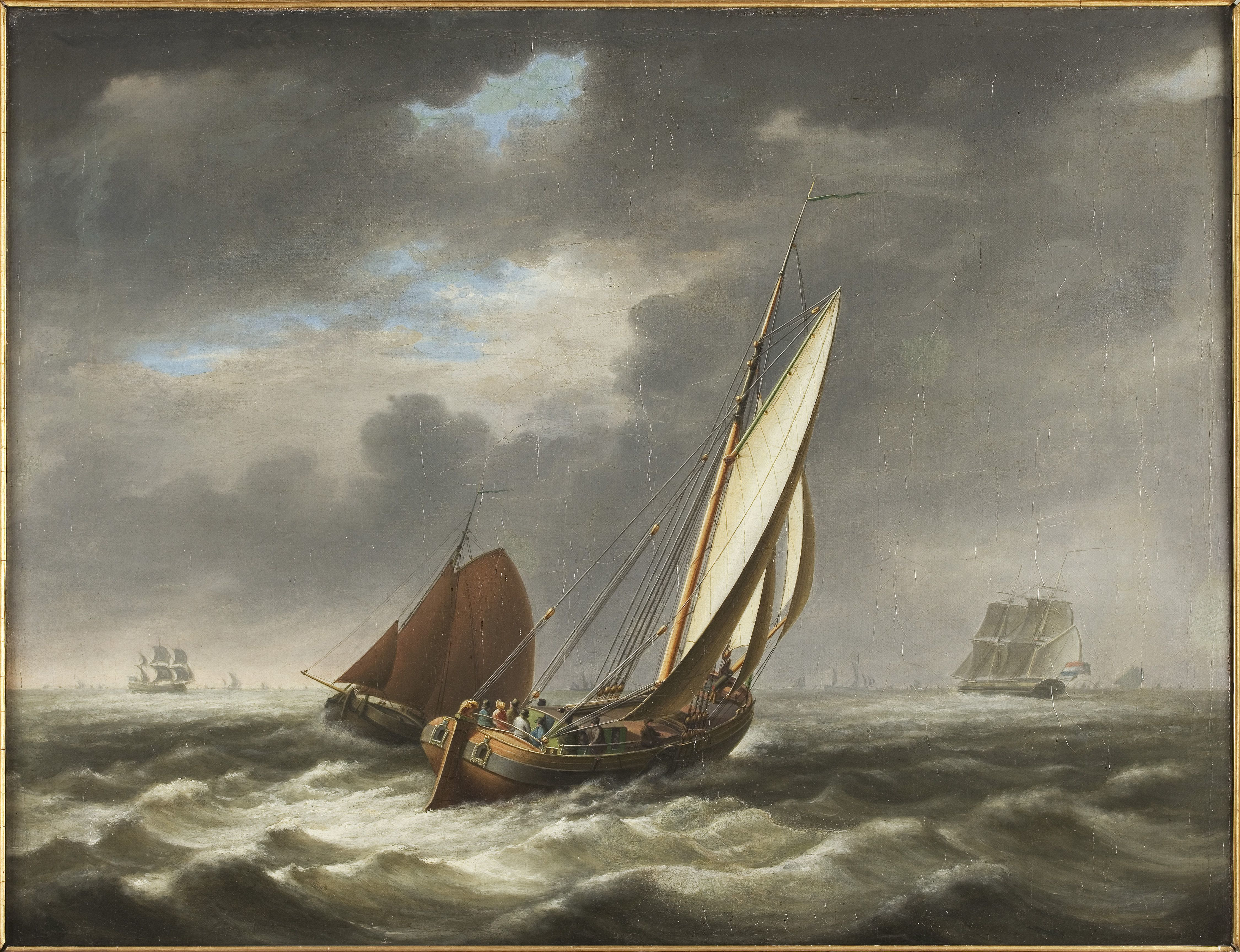
Zeegezicht van Dirk Piebes Sjollema uit de eerste helft van de negentiende eeuw met beurtvaarders tussen Amsterdam en Lemmer

Vanaf de zeventiende eeuw, toen de haven van Kuinre begon te verzanden, had Lemmer een belangrijke functie bij het vervoer over water tussen Noord- en West-Nederland. De Lemmerboot, een verbinding van Lemmer naar Amsterdam, fungeerde daarbij als spil, omdat beide plaatsen over uitstekende verbindingen met het achterland beschikten. Pas halverwege de twintigste eeuw nam het belang daarvan af.
De volgende waterwegen, meren en kanalen zijn in en rond Lemmer te vinden. Vele worden door beroeps- en recreatievaartuigen bevaren.
| - Binnenhaven - IJsselmeer - Kroonduikervaart (Kroandúkersfeart) - Langesloot (Lange Sleat) - Lemsterrijn (Lemster Rien) - Lemstervaart (Lemsterfeart) | - Prinses Margrietkanaal - Stroomkanaal - 't Dok - Vluchthaven - Werkhaven - Zijlroede (Sylroede) |

### Openbaar vervoer
| Lijn               | Route                                                   | Via | Vervoerder | Bijzonderheden                                     |
| Streekbus          | Streekbus                                               | Streekbus                                                                                                | Streekbus  | Streekbus                                          |
| ------------------ | ------------------------------------------------------- | --- | ---------- | -------------------------------------------------- |
| 41                 | Lemmer, Busstation - Heerenveen, Busstation             | Sondel, Harich, Balk, Wijckel, Sloten, Tjerkgaast, Spannenburg, Sint Nicolaasga, Scharsterbrug, Joure    | Qbuzz      |                                                    |
| 42                 | Sneek, Busstation - Lemmer, Busstation                  | IJlst, Heeg, Hommerts, Koufurderrige, Woudsend, Tjerkgaast, Spannenburg, Follega, Eesterga               | Qbuzz      |                                                    |
| 48                 | Lemmer, Lemsterpad - Heerenveen, Busstation             | Busstation, Oosterzee, Echten, Echtenerbrug, Delfstrahuizen, Rohel, Rotsterhaule, Sintjohannesga, Rottum | Qbuzz      |                                                    |
| 77                 | Lemmer, Busstation - Emmeloord, Busstation              | Rutten, Creil, Espel                                                                                     | EBS        |                                                    |
| Qliner             |                                                         | |            |                                                    |
| 315                | Emmeloord, Busstation - Groningen, Hoofdstation         | Bant, Lemmer (Busstation), Joure (Busstation), Heerenveen (Busstation), P+R Hoogkerk                     | Qbuzz      |                                                    |
| Scholierenlijn     |                                                         | |            |                                                    |
| 695                | Lemmer, Busstation → Leeuwarden, NHL Stenden Hogeschool | Joure (Busstation) → Busstation                                                                          | Qbuzz      |                                                    |
| Belbus "Opstapper" |                                                         | |            |                                                    |
| 848(2)             | Delfstrahuizen, Brug - Lemmer, Busstation               | | Qbuzz      | Cijfer 2 in lijnnummer is de richting van de route |
| 849(2)             | Echten, Middenvaart - Lemmer, Busstation                | | Qbuzz      | Cijfer 2 in lijnnummer is de richting van de route |
| 850(2)             | Echtenerbrug, Bouwvereniging - Lemmer, Busstation       | | Qbuzz      | Cijfer 2 in lijnnummer is de richting van de route |
| 961(1)             | Bantega, Bantega - Lemmer, Busstation                   | | Qbuzz      | Cijfer 1 in lijnnummer is de richting van de route |
| 965(1)             | Oosterzee, Gietersebrug - Lemmer, Busstation            | | Qbuzz      | Cijfer 1 in lijnnummer is de richting van de route |

## Bekende inwoners van Lemmer

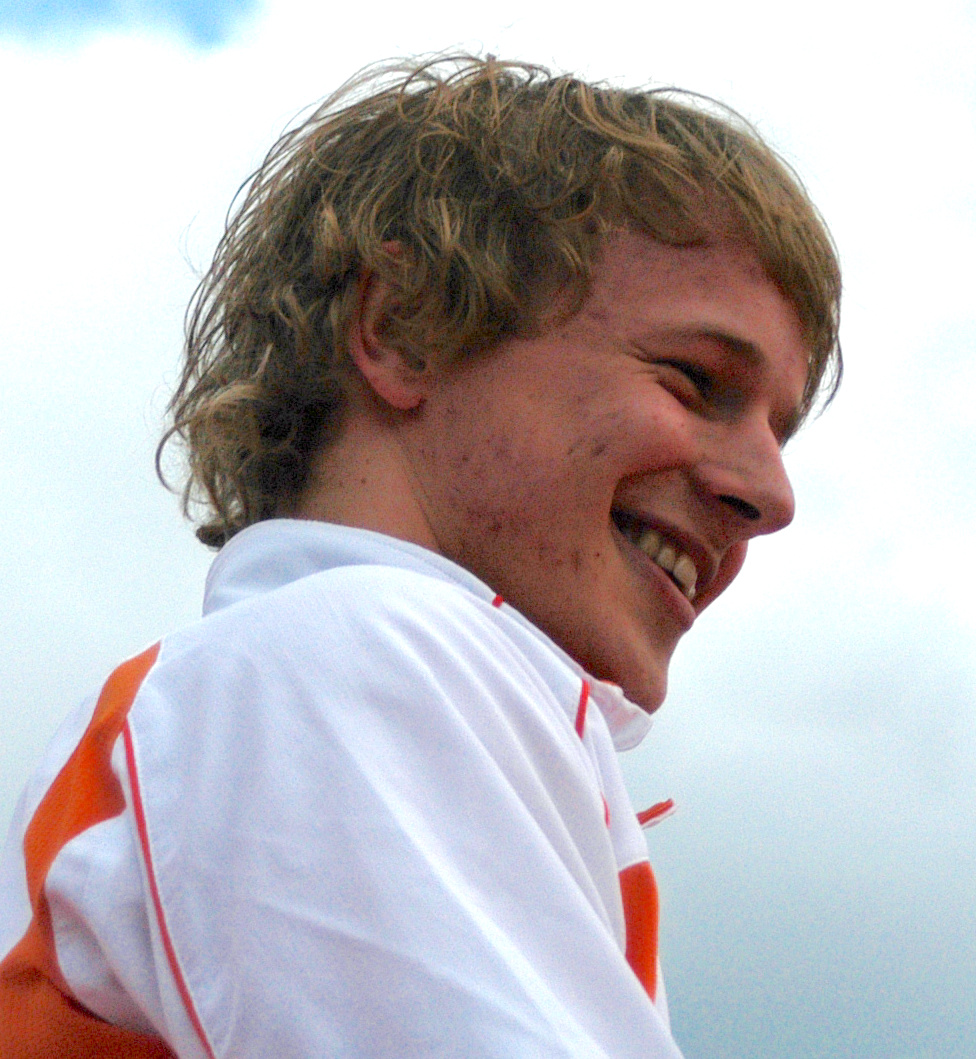
Epke Zonderland

### Geboren in Lemmer
- Tjaard Anne Marius Albert van Andringa de Kempenaer (1806-1870), politicus
- Anne Tjittes Reitsma (1806-1880), dominee en schrijver
- Sietze Douwes van Veen (1856-1924), hoogleraar kerkgeschiedenis
- Rienk van Veen (1865-1929), politicus
- Dirk Laurens de Koe (1868-1957), burgemeester
- Roelof Klein (1877-1960), roeier
- Lourens de Rook (1884-1952), componist
- Jacob de Rook (1889-1942), verzetsstrijder
- Jan Pen (1921-2010), econoom
- Pieter Verhoeff (1938-2019), regisseur
- Marten Koopmans (1939-2024), politicus
- Rinze Visser (1938), politicus
- Sybe Schaap (1946), politicus
- Wietze de Haan (1949), politicus
- Rintje Ritsma (1970), schaatser
- Wieteke Cramer (1981), schaatsster
- Patrick Lip (1984), voetballer
- Epke Zonderland (1986), turner

### Woonachtig geweest in Lemmer
- Jacob Luitjens (1919-2022), Nederlandse collaborateur tijdens de Tweede Wereldoorlog
- Helma van den Berg (1965-2003), taalkundige